# Ehringen (Volkmarsen)
Ehringen (Plattdeutsch: Eiringen) ist ein Ortsteil der Stadt Volkmarsen im nordhessischen Landkreis Waldeck-Frankenberg.

## Geographische Lage
Ehringen liegt etwa vier Kilometer südöstlich der Kernstadt von Volkmarsen am Twiste-Zufluss Erpe, in den beim Einfluss in die Ortschaft der Viesebeckerbach mündet. Etwas oberhalb des Orts befindet sich an der Erpe das Hochwasserrückhaltebecken Ehringen. Zu den Nachbarortschaften gehören Viesebeck im Südsüdwesten, Niederelsungen im Ostnordosten und die Kernstadt von Wolfhagen im Südsüdosten (alle im Landkreis Kassel).

## Geschichte

### Ortsgeschichte
Die älteste bekannte schriftliche Erwähnung von Ehringen erfolgte unter dem Namen Erungun um das Jahr 1018 in der Vita Meinwerci, der Lebensbeschreibung des Bischofs Meinwerk von Paderborn. Spätere Erwähnungen erfolgten unter den Ortsnamen (in Klammern das Jahr der Erwähnung):: Eringen (1251); Eringen (1237); Eringen (1271); Eringen (1317); Iringen (1517); Eringen (1585); Eringen (1708/10) und Eringen (1733).
Die im Jahre 1431 von Graf Otto III. von Waldeck an den hessischen Landgrafen Ludwig I. getätigte Verpfändung des Dorfs (von Otto III. 1455 noch einmal erhöht, 1472 durch Otto IV. und 1534 durch Philipp III. noch jeweils ein weiteres Mal erhöht) führte zu viel Streit zwischen Waldeck und Hessen und wurde erst in einem 1635 erreichten und 1648 mit dem Westfälischen Frieden bestätigten Vergleich beendet, indem Waldeck die landesherrlichen Rechte an Hessen-Kassel abtrat, alle anderen Rechte (Mühlen, Kirchensatz usw.) aber weiterhin behielt.
Die Kirche wurde im gotischen Baustil erbaut. Sie hat einen nahezu quadratischen Westturm, einen romanischen Wehrturm. Das gotische Schiff in der Fluchtseite der Nordwand schließt sich an und ist in seiner Achse etwas nach Süden abgebogen. Vom Bistum Paderborn über das Erzbistum Mainz kam sie nach der Einführung der Reformation zu Waldeck.
Im Jahr 1852 erlebte Ehringen eine schwere Wassernot. Am 19. Juli des Jahres wurde das Dorf katastrophal überflutet. Vier Menschen kamen ums Leben und der größte Teil Ehringens wurde zerstört. Bis heute wird in Ehringen am 19. Juli das „Wasserfest“ gefeiert als ein Tag der Besinnung. Viele Jahre wurden drei Gottesdienste an dem Tag gefeiert. Heute beschränkt man sich auf einen Gottesdienst, bei gutem Wetter auf dem Kirchhof, und gedenkt der Katastrophe des Jahres 1852. Die Veranstaltung ist ein Höhepunkt des dörflichen Lebens.
Hessische Gebietsreform (1970–1977)
Zum 1. Februar 1971 wurde die bis dahin selbständige Gemeinde Ehringen im Zuge der Gebietsreform in Hessen auf freiwilliger Basis in die Stadt Volkmarsen eingemeindet. Für Ehringen  wurde, wie für alle nach Volkmarsen eingegliederten Gemeinden, ein Ortsbezirk mit Ortsbeirat und Ortsvorsteher nach der Hessischen Gemeindeordnung gebildet.

### Verwaltungsgeschichte im Überblick
Die folgende Liste zeigt die Staaten und Verwaltungseinheiten, in denen Ehringen lag:
- vor 1567: Heiliges Römisches Reich, Landgrafschaft Hessen, Amt Wolfhagen
- ab 1567: Heiliges Römisches Reich, Landgrafschaft Hessen-Kassel, Amt Wolfhagen
- 1787: Heiliges Römisches Reich, Landgrafschaft Hessen-Kassel, Amt Wolfhagen
- ab 1806: Landgrafschaft Hessen-Kassel, Amt Wolfhagen
- 1807–1813: Königreich Westphalen, Departement der Fulda, Distrikt Kassel, Kanton Wolfhagen
- ab 1815: Kurfürstentum Hessen, Niederhessen, Amt Wolfhagen[7]
- ab 1821: Kurfürstentum Hessen, Provinz Niederhessen, Kreis Wolfhagen[8]
- ab 1848: Kurfürstentum Hessen, Bezirk Kassel
- ab 1851: Kurfürstentum Hessen, Provinz Niederhessen, Kreis Wolfhagen
- ab 1867: Königreich Preußen, Provinz Hessen-Nassau, Regierungsbezirk Kassel, Kreis Wolfhagen
- ab 1871: Deutsches Reich,  Königreich Preußen, Provinz Hessen-Nassau, Regierungsbezirk Kassel, Kreis Wolfhagen
- ab 1918: Deutsches Reich, Freistaat Preußen, Provinz Hessen-Nassau, Regierungsbezirk Kassel, Kreis Wolfhagen
- ab 1944: Deutsches Reich, Freistaat Preußen, Provinz Kurhessen, Landkreis Wolfhagen
- ab 1945: Amerikanische Besatzungszone, Groß-Hessen, Regierungsbezirk Kassel, Landkreis Wolfhagen
- ab 1949: Bundesrepublik Deutschland, Land Hessen (seit 1946), Regierungsbezirk Kassel, Landkreis Wolfhagen
- ab 1972: Bundesrepublik Deutschland, Land Hessen, Regierungsbezirk Kassel, Landkreis Waldeck
- ab 1974: Bundesrepublik Deutschland, Land Hessen, Regierungsbezirk Kassel, Landkreis Waldeck-Frankenberg

## Bevölkerung

### Einwohnerstruktur 2011
Nach den Erhebungen des Zensus 2011 lebten am Stichtag dem 9. Mai 2011 in Ehringen 768 Einwohner. Darunter waren 18 (2,3 %) Ausländer.
Nach dem Lebensalter waren 141 Einwohner unter 18 Jahren, 276 zwischen 18 und 49, 177 zwischen 50 und 64 und 174 Einwohner waren älter. Die Einwohner lebten in 312 Haushalten. Davon waren 69 Singlehaushalte, 90 Paare ohne Kinder und 126 Paare mit Kindern, sowie 27 Alleinerziehende und keine Wohngemeinschaften. In 66 Haushalten lebten ausschließlich Senioren und in 189 Haushaltungen lebten keine Senioren.

### Einwohnerentwicklung
Quelle: Historisches Ortslexikon
- 1585: 79 Haushaltungen
- 1747: 96 Haushaltungen

| Ehringen: Einwohnerzahlen von 1834 bis 2019 | Ehringen: Einwohnerzahlen von 1834 bis 2019 | Ehringen: Einwohnerzahlen von 1834 bis 2019 | Ehringen: Einwohnerzahlen von 1834 bis 2019 | Ehringen: Einwohnerzahlen von 1834 bis 2019 |
| --- | ------------------------------------------- | ------------------------------------------- | ------------------------------------------- | ------------------------------------------- |
| Jahr |                                             |                                             |                                             | Einwohner                                   |
| 1834 | 1834                                        |                                             | 625                                         | 625                                         |
| 1840 | 1840                                        |                                             | 621                                         | 621                                         |
| 1846 | 1846                                        |                                             | 621                                         | 621                                         |
| 1852 | 1852                                        |                                             | 589                                         | 589                                         |
| 1858 | 1858                                        |                                             | 581                                         | 581                                         |
| 1864 | 1864                                        |                                             | 624                                         | 624                                         |
| 1871 | 1871                                        |                                             | 565                                         | 565                                         |
| 1875 | 1875                                        |                                             | 550                                         | 550                                         |
| 1885 | 1885                                        |                                             | 558                                         | 558                                         |
| 1895 | 1895                                        |                                             | 800                                         | 800                                         |
| 1905 | 1905                                        |                                             | 646                                         | 646                                         |
| 1910 | 1910                                        |                                             | 676                                         | 676                                         |
| 1925 | 1925                                        |                                             | 699                                         | 699                                         |
| 1939 | 1939                                        |                                             | 773                                         | 773                                         |
| 1946 | 1946                                        |                                             | 1.180                                       | 1.180                                       |
| 1950 | 1950                                        |                                             | 1.164                                       | 1.164                                       |
| 1956 | 1956                                        |                                             | 929                                         | 929                                         |
| 1961 | 1961                                        |                                             | 921                                         | 921                                         |
| 1967 | 1967                                        |                                             | 950                                         | 950                                         |
| 1980 | 1980                                        |                                             | ?                                           | ?                                           |
| 1990 | 1990                                        |                                             | ?                                           | ?                                           |
| 2000 | 2000                                        |                                             | ?                                           | ?                                           |
| 2010 | 2010                                        |                                             | 782                                         | 782                                         |
| 2011 | 2011                                        |                                             | 768                                         | 768                                         |
| 2015 | 2015                                        |                                             | 756                                         | 756                                         |
| 2019 | 2019                                        |                                             | 781                                         | 781                                         |
| Datenquelle: Historisches Gemeindeverzeichnis für Hessen: Die Bevölkerung der Gemeinden 1834 bis 1967. Wiesbaden: Hessisches Statistisches Landesamt, 1968. Weitere Quellen: bis 1970; Stadt Volkmarsen; Zensus 2011 |                                             |                                             |                                             |                                             |

### Historische Religionszugehörigkeit
| Quelle: Historisches Ortslexikon |                                                                     |
| • 1834:                          | 554 evangelische (= 99,28 %), zwei katholische (= 0,36 %) Einwohner |
| • 1961:                          | 973 evangelische (= 94,79 %), 41 katholische (= 4,45 %) Einwohner   |

## Sehenswürdigkeiten
- Grenzfeste Landsberg (auf Wolfhagener Gemarkung)
- Freistuhl im 14. Jahrhundert, am Weg von Ehringen nach Lütersheim

## Verkehr
Durch das Dorf Ehringen führt zwischen Volkmarsen und Wolfhagen die Landesstraße 3075. Von dieser Straße zweigt oberhalb der Mündung des Viesebeckerbachs die Kreisstraße 24 ab, die in die K 92 (Landkreis Kassel) übergeht und durch Viesebeck nach Gasterfeld verläuft. Im Dorf zweigt von der L 3075 die K 11 ab, die ostwärts zur Grenze des Landkreises Kassel in den nahen Naturpark Habichtswald und nach Niederelsungen verläuft.
Der Haltepunkt Ehringen liegt an der Bahnstrecke Volkmarsen–Vellmar-Obervellmar.
| Linie | Verlauf | Takt   |
| ----- | --- | ------ |
| RB4   | Korbach Hbf – Twiste – Mengeringhausen – Bad Arolsen – Külte-Wetterburg – Volkmarsen – Ehringen – Wolfhagen – Zierenberg – Ahnatal-Weimar – Vellmar-Obervellmar – Kassel-Wilhelmshöhe Stand: Fahrplanwechsel Dezember 2021 | 60 min |

## Persönlichkeiten
- Kurt Fürer (1900–1988), Wirtschaftsjurist
- George Ise (1763–1833), waldeckischer Stadtschreiber, Bürgermeister und Landstand
- Udo Ohm (* 1959), Fachdidaktiker, Hochschullehrer